# Dave Bennett
David "Dave" Bennett (Birmingham, 1928 – Bern, 18 mei 1952) was een Brits motorcoureur.

## Biografie
Dave Bennett werd in 1928 in Birmingham geboren. Zijn oudere broers Stan en Clive werkten bij Ariel ook Dave ging daar aan de slag. Na zijn dienstplicht tijdens de Tweede Wereldoorlog keerde hij in 1947 terug naar Ariel. Dat bedrijf steunde hem bij zijn trial- en terreinwedstrijden. Bennett had echter zijn zinnen gezet op de wegrace. In 1949 stapte hij over naar de raceafdeling van Norton, maar door het lage loon kon hij geen snelle productie- Manx aanschaffen. Hij kreeg steun van Ernie Earles, een vriend van de familie, die zorgde dat hij in 1950 een 350- en een 500 cc Norton Manx kreeg. Deze machines waren nog voorzien van het oude Garden gate frame, de nieuwe featherbed frames werden alleen in de fabrieksracers gebouwd. 
In 1950 presteerde hij al goed in de Manx Grand Prix, en daar concentreerde hij zich in 1951 ook op. Earnie Earles zorgde opnieuw voor nieuwe motorfietsen, ditmaal "Featherbed" Nortons. Tijdens de trainingen presteerde hij weer goed, zowel in de 350 Junior- als de 500 cc Senior klasse. De favoriet in de 350 cc was echter Robin Sherry, die een AJS Boy Racer reed. Bennett vocht hard met Sherry, tot in de vierde ronde de primaire ketting van zijn Norton brak. De Senior Grand Prix werd door het slechte weer een dag uitgesteld. Bennett leidde de wedstrijd van begin tot einde, voor Don Crossley op een Beart-Norton en Sherry op een prototype Matchless G45. Uiteindelijk werd Sherry vlak voor de streep ingehaald door een andere Norton-rijder, Denis Parkinson. Door deze prestatie verdiende Bennett zijn plaats in het fabrieksteam van 1952 als teamgenoot van Geoff Duke en Reg Armstrong. Eerst werd in de herfst van 1951 nog deelgenomen aan een race op Thruxton, die werd gewonnen door Les Graham met een MV Agusta. Bennett werd tweede en John Surtees met een Vincent Grey Flash werd derde.
De openingsrace van het wereldkampioenschap van 1952 was de Grand Prix van Zwitserland op het stratencircuit van Bremgarten. Tijdens de trainingen werd duidelijk dat de lokale benzine niet geschikt was voor de Nortons, waardoor een aantal Nortons helemaal opnieuw opgebouwd moesten worden. In de wedstrijd ging Geoff Duke aan de leiding, vóór Les Graham, Jack Brett en Rod Coleman. Bennett lag in het middenveld. Zijn motor was niet herbouwd, evenmin als die van Duke. Geoff Duke ondervond daar de gevolgen van toen zijn motor stuk ging door de minderwaardige benzine. Er vielen nog meer rijders uit, en in de 22e ronde was Bill Doran (AJS) eerste, Dave Bennett (Norton) tweede en Jack Brett (AJS) derde. Aan het eind van ronde 27 was Bennett verdwenen. Tijdens het gevecht tegen Doran en Brett had hij een boom geraakt en hij was op slag dood. 